# Panyola, Szabolcs-Szatmár-Bereg
Panyola  este un sat în districtul Fehérgyarmat, județul Szabolcs-Szatmár-Bereg, Ungaria, având o populație de 638 de locuitori (2011). 

## Demografie
Componența etnică a satului Panyola
     Maghiari (100%)
Componența confesională a satului Panyola
     Reformați (72,26%)
     Romano-catolici (2,19%)
     Necunoscută (24,61%)
     Greco-catolici (0,94%)
     Alte religii (0,47%)
Conform recensământului din 2011, satul Panyola avea 638 de locuitori. Din punct de vedere etnic, majoritatea locuitorilor (100,0%) erau maghiari.  Din punct de vedere confesional, majoritatea locuitorilor (72,26%) erau reformați, cu o minoritate de romano-catolici (2,19%). Pentru 24,61% din locuitori nu este cunoscută apartenența confesională.